# Harpactea bistra
Espèce
Harpactea bistra est une espèce d'araignées aranéomorphes de la famille des Dysderidae.

## Distribution
Cette espèce est endémique de Macédoine du Nord. Elle se rencontre vers le mont Bistra.

## Description
Le mâle holotype mesure 6,40 mm.

## Systématique et taxinomie
Cette espèce a été décrite par Komnenov en 2025.

## Étymologie
Son nom d'espèce lui a été donné en référence au lieu de sa découverte, le mont Bistra.

## Publication originale
- Komnenov, 2025 : « A new species and new records of the genus Harpactea Bristowe, 1939 (Araneae, Dysderidae) from the Balkan Peninsula. » Bulletin of the Natural History Museum (Belgrade), vol. 17, p. 243-253.